# Ben Robson
Ben Robson (* 4. Februar 1984 in Newcastle upon Tyne, England) ist ein britischer Schauspieler und Model.

## Privates
Robson hat einen jüngeren Bruder und eine jüngere Schwester. Er ist Fan von Newcastle United.

## Filmografie (Auswahl)
- 2013: Dracula: The Dark Prince
- 2015–2016: Vikings (Fernsehserie, 13 Episoden)
- 2016: The Boy
- 2016–2022: Animal Kingdom (Fernsehserie, 75 Episoden)
- 2018: A Violent Separation
- 2020: Emperor
- 2023: The Continental (The Continental: From the World of John Wick, Fernsehserie)